# Kaza
Kaza (arabsky قضاء‎, qaḍāʾ, osmanskou turečtinou kazâ‎, bulharsky каза) je dřívější územní jednotka Osmanské říše a v současné době v některých jejích nástupnických státech. Termín pochází z osmanské turečtiny a znamená jurisdikce; často se překládá jako okres, podoblast, nebo soudní okres.

## Osmanská říše
V Osmanské říši byla kaza původně geografickou oblastí podléhající právní a správní jurisdikci kádího.(turecky kadı). S prvními tanzimatskými reformami z roku 1839 byly administrativní povinnosti kádího přeneseny na guvernéra (turecky kaymakam), přičemž kádiové nadále působil jako soudci islámského práva. Podle zákona o reformě provincií z roku 1864 se kaza stala správním obvodem a tento stav trval po několik následujících desetiletí. V jediné správní jednotce tak byla soustředěna jurisdikce guvernéra, jmenovaného ministrem vnitra, pokladníka (finančního ředitele) a soudce. Byla to součást úsilí vysoké porty zavést jednotnou a racionální správu celé říše.
Kaza byla jednotkou podřízenou sandžaku a zhruba odpovídala městu s okolními vesnicemi. Kazy se dále dělily na nahije a vesnice. Revize správního zákona z roku 1871 zavedla nahije jako mezistupeň mezi kazou a vesnicí.

## Současnost
V arabštině má slovo formu qaḍā'.
- Irák: druhá úroveň, pod guvernorátem
- Jordánsko: třetí úroveň, pod guvernorátem a okresem
- Libanon: druhá úroveň, pod guvernorátem

## Minulost
- Mandátní území Palestina
- Sýrie: dřívější správní jednotka druhého stupně, nyní nazývaná mintaqā.
- Turecko: v počátcích Turecké republiky se termínu kaza nadále užívalo, dokud ve dvacátých letech nebyly přejmenovány na ilçe.